# Soběslav Sobek
Soběslav Sobek (29. září 1897 Brno – 24. října 1942 koncentrační tábor Mauthausen) byl český plicní lékař a odbojář z období druhé světové války popravený nacisty.

## Život

### Civilní život
Soběslav Sobek se narodil 29. září 1897 v Brně v rodině Bohumila a Boženy Sobkových, vyrůstal v Ledči nad Sázavou. Absolvoval reálné gymnázium v Kroměříži, na kterém v roce 1916 maturoval. Mezi lety 1918 a 1924 studoval na pražské Lékařské fakultě Univerzity Karlovy a během studií se seznámil se svou budoucí manželkou Marií Trösterovou. Stal se plicním lékařem a po studiích pracoval Zemské plicní léčebně v Pasece, následně pak několik měsíců v Zemském ústavu pro choromyslné ve Šternberku, dále Masarykově plicní léčebně v Květnici (1925-1937), externě v plicním sanatoriu v Tatranských Matliarech, jako první ředitel Masarykova sanatoria ve Vyšných Hágách (zasloužil se již o budování a technické vybavení) a v plicním ambulatoriu Ústředního svazu nemocenských pojišťoven v Praze. Zabýval se plicní tuberkulózou a ambulantní léčbou pneumotoraxu. Jako první v Československu upozornil na metodu nepřímé fotografie ze štítu a zdokonalil poslechové i rentgenologické vyšetřování. Byl redaktorem časopisu Rozhledy v tuberkulose a byl činný v Ústředí Masarykovy ligy proti tuberkulóze v Praze.

### Protinacistický odboj
Právě působení v Ústředí Masarykovy ligy proti tuberkulóze přivedlo Soběslava Sobka do řad odbojářů. Jako revizor účtů zde pracoval Jan Sonnevend, který ho požádal, aby pro jednoho z vykonavatelů atentátu na Reinharda Heydricha Jana Kubiše, který měl zraněné oko, opatřil očního lékaře. Soběslav Sobek pro tento úkol získal Miladu Frantovou, která Kubišovi oko ošetřila a následně ho docházela kontrolovat i do krypty chrámu svatého Cyrila a Metoděje na pražském Novém Městě, kde se spolu s dalšími po atentátu ukrýval. Stejně jako mnohým dalším se všem třem stala osudnou zrada Karla Čurdy, po které následovala vlna zatýkání. Soběslav Sobek byl zatčen v červenci 1942 i s manželkou Marií. Oba byli po věznění v Praze a v Terezíně byli dne 29. 9. 1942 stanným soudem odsouzeni k trestu smrti, dne 23. října 1942 převezeni do koncentračního tábora Mauthausen a o den později zastřeleni společně s dalšími spolupracovníky a rodinnými příslušníky atentátníků při fingované zdravotní prohlídce. Společně s nimi byli popraveny i Milada Frantová a manželka Jana Sonnevenda Marie. Jan Sonnevend byl popraven již 4. září na Kobyliské střelnici.

## Posmrtná ocenění
- Soběslav Sobek byl po skončení druhé světové války in memoriam vyznamenán Československým válečným křížem 1939.
- Jméno Soběslav Sobek je rovněž uvedeno na pamětní desce obětí z řad členů Masarykovy ligy proti tuberkulóze na Náměstí Kinských 602/2, Praha 5 - Smíchov (v domě v přízemí proti schodišti). Na desce je nápis: „UKRÝVAJÍCÍ NARODNÍ MSTITELE NA HEYDRICHOVI, SVŮJ ŽIVOT ZA VLAST A NÁROD OBĚTOVALI TITO ČINOVNÍCI A ÚŘEDNÍCI MLPT: PETR FAFEK, RELA FAFKOVÁ, LIBĚNA FAFKOVÁ, ANNA ŠRÁMKOVÁ, MARIE KARBANOVÁ, JAN SONNEVEND, MUDR KAREL SVĚRÁK, MUDR SOBĚSLAV SOBEK, MUDR JAN VČELÁK, JUDR JIŘÍ PLESKOT SE 13 ČLENY SVÝCH RODIN. JAN SONNEVEND BYL POPRAVEN 4. ZÁŘÍ 1942 V PRAZE. OSTATNÍ BYLI POPRAVENI 24. ŘÍJNA 1942 V MAUTHAUSENU. ČEST JEJICH NEHYNOUCÍ PAMÁTCE! MASARYKOVA LIGA PROTI TUBERKULOSE“.[3]
- Dne 19. prosince 1946 byla Soběslavu Sobkovi in memoriam udělena venia legendi pro obor ftiseologie.
- Pamětní deska byla Soběslavu Sobkovi odhalena ve vestibulu ústavu ve Vyšných Hágách.
- Pamětní deska manželům Sobkovým byla odhalena v jejich bydlišti v Italské ulici 36/25 na pražských Vinohradech[4]